# Kehidakustány
Kehidakustány is een plaats (község) en gemeente in het Hongaarse comitaat Zala. Kehidakustány telde 1044 inwoners in 2011 en 1.180 in 2016.
Het dorp Kehidakustány is ontstaan uit twee dorpen, Kehida en Kustány. In 1977 werden de twee kernen verenigd en vormen sindsdien 1 dorp. Vanaf de jaren 60 daalt de bevolking gestaag en is de werkgelegenheid in de landbouw afgenomen. In de jaren 90 van de vorige eeuw werd er een Thermaalbad geopend en heeft het dorp zich sterk ontwikkeld in de toeristische sector. In 2001 werd het huidige Thermaal-kuur- en belevenisbad geopend.
Naast het Thermaalbad is er in het dorp een landhuis waar de bekende Hongaarse politicus Ferenc Deák woonde. In deze Kuria is nu een tentoonstelling over hem ingericht.

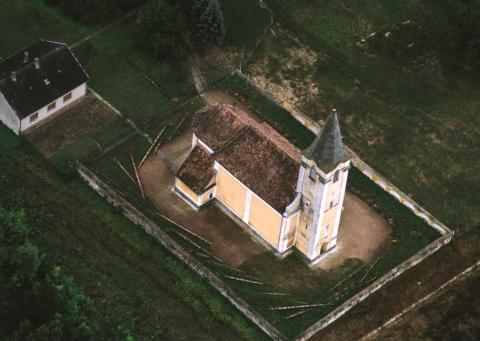
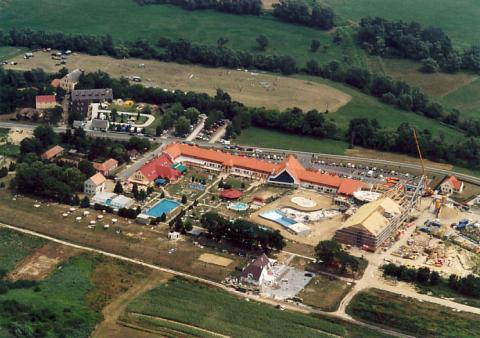
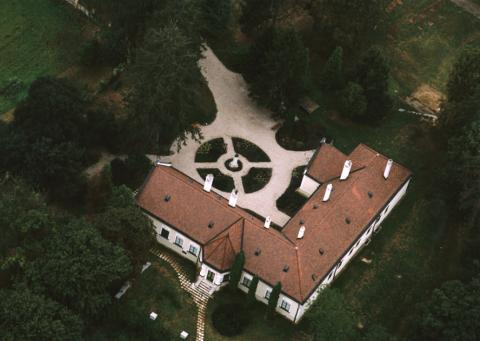